# Comté de Bibb (Alabama)
Pour les articles homonymes, voir Comté de Bibb.
Le comté de Bibb (Bibb County en anglais) est un comté des États-Unis, situé dans l'État de l'Alabama. Sa population était de 22 915 habitants lors du recensement de 2010. Son chef-lieu est Centreville.
L'actuel comté de Bibb fut créé sous le nom de comté de Cahawba, le 7 février 1818. Son nom provenait de la Cahawba River, maintenant nommée Cahaba River. En 1820, il fut renommé Bibb County.

## Géographie

### Villes
- Brent
- Centreville
- Woodstock
- Vance
- West Blocton

### Comtés limitrophes
| Comté de Tuscaloosa                | Comté de Jefferson | Comté de Shelby                   |
| Comté de Tuscaloosa, Comté de Hale | comté de Bibb      | Comté de Shelby, Comté de Chilton |
| Comté de Hale                      | Comté de Perry     | Comté de Chilton                  |

## Démographie
| 1820  | 1830  | 1840  | 1850  | 1860   | 1870  |
| ----- | ----- | ----- | ----- | ------ | ----- |
| 3 676 | 6 306 | 8 284 | 9 969 | 11 894 | 7 469 |

| 1880  | 1890   | 1900   | 1910   | 1920   | 1930   |
| ----- | ------ | ------ | ------ | ------ | ------ |
| 9 487 | 13 824 | 18 498 | 22 791 | 23 144 | 20 780 |

| 1940   | 1950   | 1960   | 1970   | 1980   | 1990   |
| ------ | ------ | ------ | ------ | ------ | ------ |
| 20 155 | 17 987 | 14 357 | 13 812 | 15 723 | 16 576 |

| 2000   | 2010   | - | - | - | - |
| ------ | ------ | - | - | - | - |
| 20 826 | 22 915 | - | - | - | - |